# Akkermans
Akkermans — підприємство з  Ауд Хастела, Нідерланди, що виробляє автомобілі швидкої допомоги, вантажні автомобілі для персональних перевезень та інші спеціальні авто. У минулому було виготовлено також ряд автомобілів на базі DKW та Volkswagen. Підприємство працює з 1811 року. 